# Karen Margrete Harup
Karen-Margrete Harup (Dinamarca, 20 de noviembre de 1924-Copenhague, 19 de julio de 2009) fue una nadadora danesa especializada en pruebas de estilo libre y estilo espalda, donde consiguió ser campeona olímpica en 1948 en los 100 metros.

## Carrera deportiva
En los Juegos Olímpicos de Londres 1948 ganó la medalla de oro en los 100 metros estilo espalda, con un tiempo de 1:14.4 segundos que fue récord olímpico, ganó la plata en los 400 metros estilo libre, con un tiempo de 5:21.2 segundos tras la estadounidense Ann Curtis; y también ganó la plata en los relevos de 4x100 metros libre, tras Estados Unidos y por delante de los Países Bajos.